# Castillo de El Mirón
El Castillo de El Mirón es un castillo situado en la provincia de Ávila en el término municipal de El Mirón. Esta villa formó parte, junto con La Horcajada, Piedrahíta y Barco de Ávila del Señorío de Valdecorneja llamado así por el río a cuyo valle se asoma.

## Acceso
En un altozano del casco urbano. Se accede fácilmente desde el mismo pueblo. Se encuentra situado entre altos peñascales , elevado sobre el Valle del Corneja y dominando la población que se encuentra entre las rocas.

## Historia
El Señorío los constituye Alfonso X en 1254 para su hermano Felipe. Un siglo más tarde, Enrique II de Castilla lo concede, junto con el de Oropesa, a García Álvarez de Toledo, como juro de heredad, es decir de forma plena e irrevocable, en este personaje está el origen  del ducado de Alba, ya que a sus descendientes les otorga Juan II de Castilla la villa de Alba de Tormes. 
No se conocen datos sobre la construcción concreta del castillo ni sobre su historia en la casa de Alba, de quien recibe el nombre, tampoco su posterior desvinculación. Actualmente pertenece al común del pueblo.

## Construcción
Se denomina también Castillo de los Moros . Sus muros son de mampostería de un metro de anchura aproximadamente, con núcleo de argamasa y revestidas sus caras, abarcan una superficie muy vasta, recorriendo los límites de la meseta en donde se asienta. En uno de ellos se aprecian unas ventanas  aspilleras toscas. En el punto más alto, aislado del recinto, se levanta un torreón de planta rectangular de sillarejo con refuerzo de sillares en esquinas y vanos, distribuido en dos alturas
Está protegido genéricamente  desde 1949 ;  y es Bien de Interés Cultural.